# بازی‌های کودکان
بازی‌های گوناگون کودکان
بازی‌های کودکان به بازی‌های گروهی کودکان گفته می‌شود که ممکن است توسط بزرگسالان نیز انجام شود که معمولاً در کوچه، مدرسه یا حیاط خانه‌ها انجام می‌شود. بازی‌های ورزشی شناخته شده مانند فوتبال شامل این مقاله نمی‌شوند.

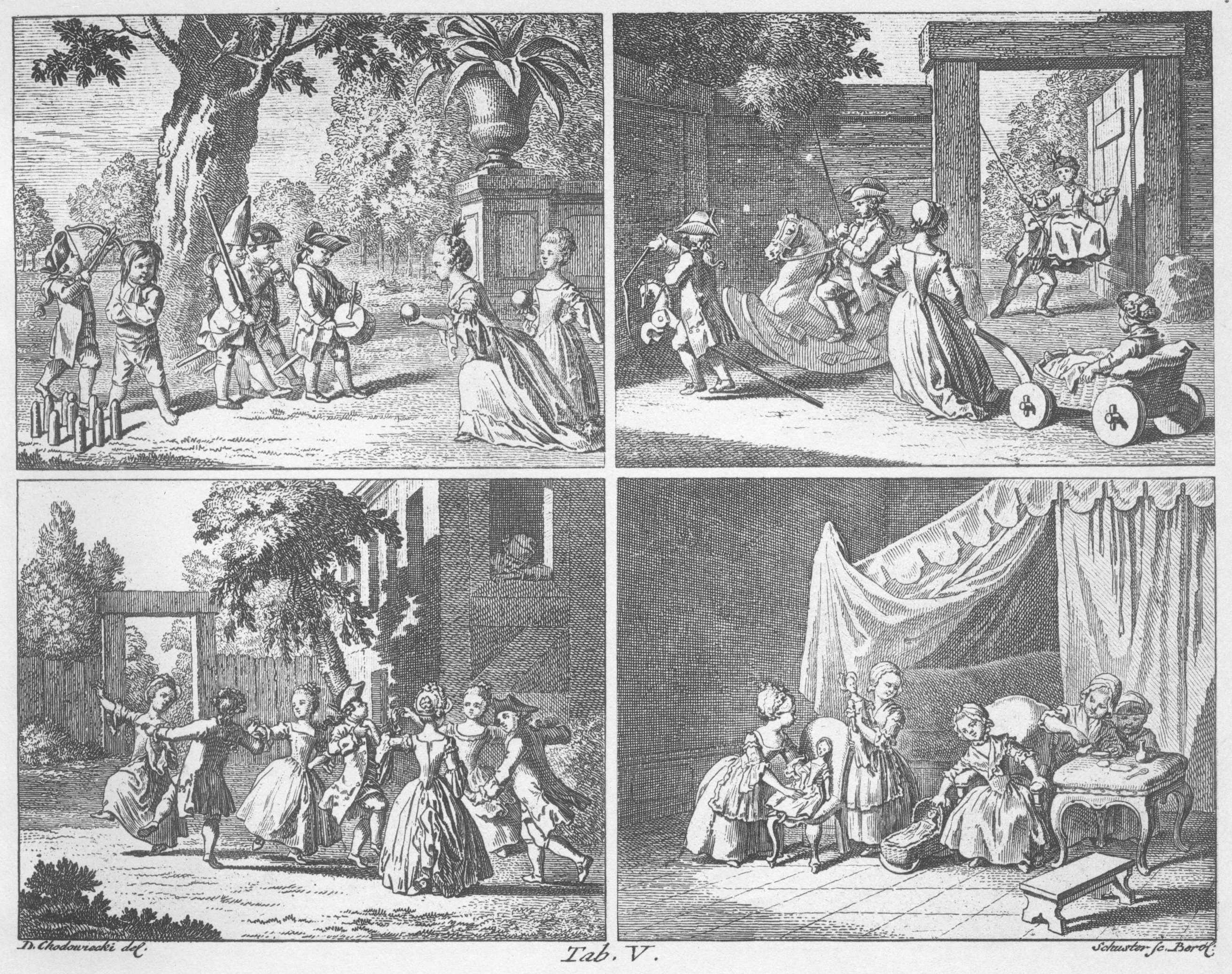
نگاره‌ای قدیمی از بازی‌های کودکان، آلمان

بالا بلندی، توپ چرخی، تیله بازی، خاله بزغاله، خروس جنگی، زو، شاه و وزیر، الک دولک، شمع گل پروانه، عمو زنجیر باف، قایم باشک، قلعه، کلاغ پر، گل یا پوچ، لی لی، هفت‌سنگ، وسطی،یه قل دو قل و … از بازی‌های قدیمی کودکان هستند. برخی از بازی‌های قدیمی اکنون فراموش شده‌اند.

## شیوه‌های بازی
- یک به یک: بازی‌هایی مانند ۳ ریگگ و دوز (ایکس-او) که تنها دو نفر بازیکن دارد.
- یک به چند: بازی‌های یک به چند بازی‌هایی هستند که یک نفر در مقابل یک گروه قرار می‌گیرد. در این بازی‌ها به آن یک نفر گرگ هم گفته می‌شود.
- گروه به گروه: بازی‌های گروهی بین دو گروه انجام می‌شود. قبل از شروع بازی باید یارکشی شود. به این صورت که دو نفر سردسته می‌شوند و هر یک به نوبت از میان سایر افراد یاران خود را انتخاب می‌کنند.

## اصطلاحات
بازی‌های کودکانه دارای اصطلاحات خاصی است که در بسیاری از این بازی‌ها استفاده می‌شود.
- گرگ: در بازی‌های یک به چند به آن یک نفر گرگ گفته می‌شود.
- یارکشی: در بازی‌های گروه به گروه به عمل انتخاب افراد گروه توسط سرگروه‌ها گفته می‌شود.
- شیر یا خط: روشی برای انتخاب شروع‌کننده بازی.
- گردو شکستم: روشی برای انتخاب شروع‌کننده بازی.
- تا سه نشه بازی نشه
- جاده خدا: تقاضای دادن فرجه و کمی راه برای فرار. به صورت جاده خدا بده.
- موچ یا دستم به خاک مرتضی علی: برای متوقف کردن بازی برای گفتن حرفی مهم استفاده می‌شود. به صورت من موچم و موچ استفاده می‌شود.
- جرزنی: وقتی کسی تقلب می‌کند سایر هم بازی‌ها برای اعتراض اصطلاح جرزنی یا جرزدن را استفاده می‌کنند.
- نخودی: فردی که در آمار بازی زیاده آمده‌است و هیچ‌کس ایده‌ای ندارد که چه نقشی می‌توان به او سپرد یا از نظر سنی از بقیه کوچک‌تر است و بازی‌کنان می‌خواهند دل‌شکستگی حاصل نشود، در نتیجه نقشی سفید(احتمالاً بیطرف) به عنوان نخودی وارد بازی می‌شود.

## بازی‌های کودکانه بر پایه حروف الفبا
سه ریگک
این بازی که بیشتر در افغانستان بازی می‌شود شبیه xo است. روش بازی بدین گونه‌است که روی یک کاغذ مربعی کشیده می‌شود و سپس با کشیدن دو خط از وسط اضلاع آن به هم به چهار مربع تقسیم می‌شود. سپس دو شرکت‌کننده به نوبت ۳ ریگ خود (که غیر همرنگ هستند و می‌تواند حبوباتی مانند نخود هم باشند) را در ۹ نقطه بوجود آمده می‌گذارند به‌طوری‌که هرکدام تلاش می‌کند یک ردیف سه تایی را پر کند. اگر کسی توانست یک ردیف سه تایی (در اصطلاح این بازی یک قطار) را پر کند برنده‌است. اگر پس از تمام شدن سه ریگ هر کس برنده‌ای وجود نداشت به بازی با جابجا کردن ریگ‌ها ادامه پیدا می‌کند تا یکی برنده شود.
اصطلاح:حالت دوقطاره در این بازی به حالتی گفته می‌شود که فردی بتواند وضعیتی را بوجود آورد که در حرکت بعدی امکان ساخت دو قطار را داشته باشد. در این حالت بازیکن مقابل هر کاری که کند فقط می‌تواند از قطار شدن یک ردیف جلوگیری کند و در نهایت بازیکن اول برنده می‌شود.
نُه ریگک
۹ ریگک شبیه سه ریگک است. با این تفاوت‌ها:
1. شکل کشیده شده عبارت از سه مربع تو در تو هستند که چهار خط میان اضلاع‌شان را به هم وصل کرده و در مجموع ۲۴ نقطه بوجود آمده‌است.
2. هر بازیکن دارای ۹ ریگ است
3. پس از چیده شدن مهره‌ها هر مهره فقط می‌تواند به خانه‌های آزاد مجاور خود برود. (با توجه به شکل گراف گونه به گره‌های مجاور خود)
4. در صورتی که بازیکنی بتواند یک قطار (یک ردیف سه تایی از ریگ‌هایش) درست کند حریف باید یک ریگ از ریگ‌های خود را از میدان خارج کند. اگر در جریان اول بازی باشد که ریگ‌ها کامل گذاشته نشده‌اند، یکی از ریگ‌های بیرونی و اگر در جریان بازی باشد یکی از ریگ‌ها به انتخاب خودش.
5. در صورتی که ریگ‌های یک بازیکن به ۳ ریگ رسید شرط حرکت در نقطه‌های مجاور را ندارد و به هر خانه‌ای می‌تواند برود. در این وضعیت اگر بازیکن دیگر یک قطار درست کرد بازیکن اول که دیگر با داشتن دو ریگ نمی‌تواند هیچ قطاری درست کند بازنده مسابقه خواهد شد و بازی به پایان می‌رسد.

## آ
آب بازی و تفنگ آبپاش
آفتاب مهتاب
دو نفر پشت به پشت هم می‌دهند و دستهایشان را در هم قفل می‌کنند. سپس به نوبت کمی خم شده و هم‌بازی را چند سانتیمتر از زمین بلند می‌کنند. هنگام بازی این شعر خوانده می‌شود:
آفتاب مهتاب چه رنگه؟ چقدر هر دو قشنگه
اتل متل توتوله
این بازی را می‌توان حتی یک نفره اجرا کرد. به صورتی که پاها را دراز کرده و شعر مخصوص آن خوانده می‌شود و با هر ضرب آهنگ شعر دست روی یک پا می‌رود و در پایان شعر پایی که شعر روی آن پایان می‌پذیرد به عنوان بازنده انتخاب می‌شود و این کار تا باقی مانند یک پا ادامه می‌یابد.
شعر اتل متل به این صورت است:
اتل متل توتوله
گاو حسن چه جوره
نه شیر داره نه پستون
گاوشو بردن هندستون
یک زن کردی بستون
اسمشو بزار عمه قزی
دور کلاش قرمزی
هاچین و واچین
یه... پا... تو... ورچین.
شعر اتل متل به گونه‌های دیگری نیز خوانده می‌شود که البته رواج کمتری دارد، مثل:
اتل متل یک مورچه... قدم میزدتو کوچه... اومد یک کفش ولگرد... پای اونو لگد کرد... مورچه پا شکسته... راه نمیره نشسته... با برگی پاشو بسته... مورچه جونم تو ماهی... خوب بشه پات الهی... هاچین و واچین... یک پاتو ورچین

## ا
استُپ هوایی
نام دیگر این بازی احتمالاً استپ آزاد است. در این بازی که به وسیله تعدادی بازیکن به همراه یک توپ انجام می‌شود (تعداد نفرات نامحدود)، توپ توسط فرد شروع‌کننده بازی به هوا پرتاب می‌شود، هم‌زمان با پرتاب توپ به هوا نام شخصی از بازیکنان حاضر توسط پرتاب‌کننده با صدای رسا گفته می‌شود. فردی که نام او برده شده سعی می‌کند که توپ را بدون اصابت آن به زمین بگیرد. در این حین دیگر بازیکنان شروع به دویدن و دور شدن از آن منطقه می‌نمایند.
فردی که نام او برده شده در صورتی که موفق به گرفتن توپ شد، دوباره عمل پرتاب توپ به هوا و صدا زدن نام یکی دیگر از بازیکنان را انجام می‌دهد. در صورتی که موفق به گرفتن توپ نگردید، آنگاه به دنبال توپ دویده و سعی می‌نماید هرچه سریعتر توپ را بگیرد. به محض گرفتن توپ می‌گوید:(استوپ)؛بازیکنان دیگر به محض شنیدن کلمه استوپ موظف هستند در هر جایی که هستند توقف نمایند. شخصی که توپ را در دست دارد، می‌تواند به دلخواه به طرف هر کسی که نزدیک تر بوده یا هر کسی که  مایل است،پرتاب نماید. در این حالت هیچ یک از بازیکنان مجاز به حرکت نمی‌باشند.
در صورتی که توپ به فرد مورد نظر برخورد نمود، یک امتیاز منفی به ضرر فردی که توپ به او برخورد نموده منظور شده و بازی مجدداً توسط او آغاز می‌شود. در صورتی که توپ به وی برخورد ننماید یک امتیاز منفی به ضرر شخص پرتاب‌کننده منظور گردیده و بازی مجدداً توسط او آغاز می‌شود. بازی با همین چرخه تکرار شده تا امتیاز منفی شخصی به عدد مورد توافق و از پیش تعیین شده‌ای برسد. در این حالت دیگر بازیکنان به غیر از شخص دارای امتیاز منفی وارد شور شده و نامی مستعار برای وی انتخاب می‌نمایند. از اینجا به بعد وی را با نام مستعار انتخاب شده می‌خوانند (در هنگام پرتاب توپ به هوا).
هر کس وی را با نام اصلیش صدا کند، یک امتیاز منفی به حسابش منظور خواهد شد. با رسیدن امتیازات منفی به عدد مورد توافق و از پیش تعیین شده، شخص مورد نظر را رو به دیوار یا سطح دیگری چسبانده (تکیه داده) و هر یک از بازیکنان،وی را با توپ مورد اصابت قرار می‌دهند.
پس از پایان این توپ باران، شخص مورد نظر اصطلاحاً سوخته و از بازی خارج می‌شود. دیگر بازیکنان آنقدر به بازی ادامه داده تا یک نفر باقی بماند که او همان برنده نهایی بازی است.
استُپ رقص
اسم فامیل
اسم فامیل یک نوع بازی است که با قلم و کاغذ انجام می‌شود. تعداد مجاز شرکت کنندگان در این بازی نامحدود است. در این بازی شرکت کنندگان ابتدا روی کاغذ جدولی رسم می‌کنند که ردیف اول آن مواردی همچون نام دختر، نام پسر، نام خانوادگی، شهر، کشور، نام غذا، نام میوه، نام هنرمند، نام خودرو، نام حیوان، و غیره نوشته شده‌است.
در مرحله بعد شرکت کنندگان روی یکی از حروف الفبا توافق می‌کنند و با شروع بازی سعی می‌کند تمامی ستون‌های جدول را به نحوی پر کنند که با حرف مشخص شده آغاز شود. این کار با سرعت و مخفیانه انجام می‌گیرد. اولین نفری که تمام موارد را پر کرد استُپ می‌گوید و بقیه باید دست از پر کردن ستون‌ها بکشند.
سپس هر کلمه نوشته شده ستون به ستون مقایسه می‌شود و به هر گزینه امتیاز داده می‌شود. امتیاز دهی معمولاً به این شیوه‌ است که اگر کلمه نوشته شده در هر ستون منحصربه‌فرد باشد و فقط یک نفر آن را نوشته باشد ۲۰ امتیاز و اگر کلمات نوشته شده در هر ستون مشترک باشد به هر نفر ۱۰ امتیاز و اگر کلمه‌ای نوشته نشده باشد امتیازی به فرد تعلق نمی‌گیرد. جمع امتیاز ستون‌ها امتیاز فرد در آن مرحله را مشخص می‌کند.
پس از چند دور بازی به این شیوه نتایج مجموع شمرده می‌شود و برنده تعیین می‌شود.
الک دولک
دوز (ایکس_او)
این بازی یک بازی دو نفره‌ است به وسیله یک قلم و کاغذ انجام می‌شود. نام این بازی به دلیل علامت‌های X و O است که در طول بازی استفاده می‌شود. برای آغاز این بازی در یک صفحه جدولی با ۳ ردیف و ۳ ستون رسم می‌شود و هر یک از طرفین یکی از علامت‌های X یا O را انتخاب می‌کنند و تا انتهای بازی برای پر کردن خانه‌های جدول از آن استفاده می‌کنند.
برای شروع بازی یکی از طرفین به قید قرعه علامت X یا O را که قبلاً انتخاب کرده در یکی از خانه‌های جدول ۹ خانه‌ای قرار می‌دهد. سپس نفر دوم علامت مربوط به خود را در خانه‌های دیگر که هنوز پر نشده‌اند قرار می‌دهد و پس از آن مجدداً نوبت نفر اول خواهد بود.
نقطه پایان بازی در هر مرحله جایی است که یکی از حریفان بتواند علامتی را که در ابتدای بازی انتخاب کرده در یکی از ردیفهای افقی، عمودی یا قطری قرار دهد و در طول بازی هر یک از طرفین با قرار دادن علامت خود در مقابل علامت‌های حریف نباید اجازه دهند که حریف یک خط عمودی، افقی یا قطری را با علامت خود پر کند.
نام این بازی در ادبیات انگلیسی Tic-tac-toe می‌باشد.
نمونه یک بازی که در نهایت X بازی را برده‌است:

## ب
بالابلندی

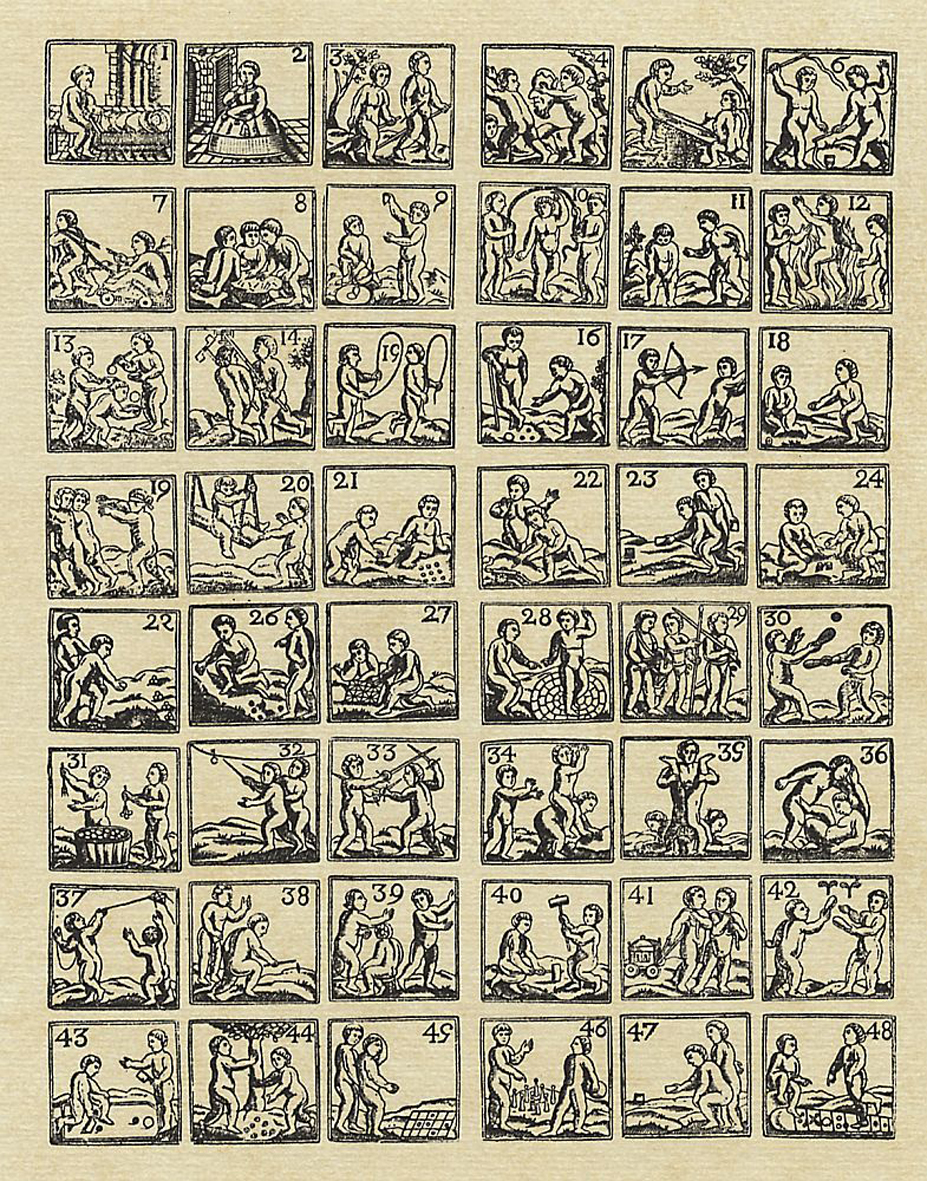
نگاره‌ای قدیمی از بازی‌های کودکان، سده ۱۸ میلادی

بالا بلندی یک بازی چند نفره‌ است. در این بازی ابتدا یک نفر به اصطلاح گرگ می‌شود. بقیه بازیکنان فرار می‌کنند و گرگ باید آن‌ها را بگیرد. گرگ نمی‌تواند یک بازیکن را در وضعیتی که بر یک سکوی بالاتر از زمین است بگیرد. آخرین کسی که گرگ او را می‌گیرد در مرحله بعد گرگ می‌شود.

## پ
پانتومیم
این بازی با تعداد نفراتی بیش از چهار نفر قابل انجام است. بدین صورت که پس از یارکشی نفرات به دو تیم تقسیم می‌شوند. یکی از تیم‌ها طراح معما و دیگری حدس زننده و بازیگر پانتومیم می‌باشد. از تیم ۱ یک نفر داوطلب ِاجرا شده و موضوع پانتومیم که می‌تواند مشتمل بر چند کلمه باشد، در گوش وی توسط یکی از اعضای تیم ۲ نجوا می‌شود. نکته اینکه نفرات تیم ۲ قبلاً طی مشورت با هم بر سر موضوع پانتومیم به توافق رسیده‌اند.
نفر داوطلب تیم ۱ با زبان ایما و ادا و اشاره (زبان ناشنوایان) یا حرکاتی که نشانگر موضوع باشند، سعی در رساندن مطلب به هم تیمی‌های خود می‌نماید. آنقدر که ایشان موفق به گفتن آن کلمه یا جمله گردند. از زیباییهای این بازی طرح موضوعات مفهومی و انتزاعی است که وجود خارجی و فیزیکی نداشته و فرد داوطلب با هنر به‌کارگیری ادا و اشارات سعی در فهماندن آن و بیان آن توسط هم تیمی‌های خود می‌نماید. هر چه تعداد افراد بیشتر باشد، انجام بازی لذت بیشتری بدست خواهد داد.
پینوکیو

## ت
تبرک
برای شروع‌کننده بازی استفاده می‌شود که فردی انگشتانش را در هم می‌کند و فرد دیگر باید با سرعت دستش را درون دست و انگشتان حریف ببرد و در بیاورد بی‌آنکه حریف دست او را بگیرد اگر توانست برنده است و اگر حریف دست او را بگیرد برنده حریف است.
تخم مرغ گندیده
این بازی گروهی انجام می‌شود همه به صورت دایره روی زمین می‌نشینند. گرگ به آرامی دور آن‌ها راه می‌رود و می‌خواند «تخم مرغ گندیده» بقیه می‌گویند «پیف پیف پیف پیف بو می‌ده» یا «افتاب ندیده».
گرگ با خود دستمالی دارد که آن را بر شانه یکی قرار می‌دهد و در جهت ساعت فرار می‌کند. فرد دستمالدار باید به دنبال گرگ بدود و دستمال را به او بزند. گرگ باید فرار کند تا بتواند در جای خالی او بنشیند. در حین این تعقیب و گریز بچه‌ها با ریتم دست زده و می‌خوانند «تخم مرغ گندیده گندیده افتاب ندیده ندیده».
تلفن بازی (en:Chinese whispers)
توپ بازی
توپ چرخی
تیله بازی
در قدیم بچه‌ها (بیشتر پسر بچه‌ها) روی زمین چاله‌هایی (پنج-شش تا) به پهنای کف یک دست و عمق تقریبی دو-سه انگشت با فاصله‌های نیم متری از هم می‌کندند و تیله (گوی‌های شیشه‌ای کوچکی به اندازه تقریباً دو برابر یک نخود) را در دست گرفته و از یک نقطه شروع و به نوبت سعی می‌کردند تیلهٔ خود را با قرار دادن آن بین نوک انگشت شصت و انگشت وسط به داخل یکی از گودالها بیندازند، اگر افتاد یک امتیاز به نفع او و نوبت دیگری است و فرد امتیاز آورده در دور بعد تیله‌اش را از همان مکان چاله به سمت چاله بعدی با همان شیوه مخصوص باید پرت می‌کرد، و اگر هم نمی‌افتاد تیله همان جا که افتاده‌است می‌ماند تا دوباره نوبت به او برسد و مجدد تلاش کند. این بازی تا وقتی ادامه دارد که یکی زودتر از بقیه همه چاله‌ها را طی کند یا اینکه به توافق خودشان آخری برای بازی انتخاب کنند. این بازی مقید به تعداد افراد نیست و با هر تعداد نفری قابل اجراست.
بازی‌های یک قل، دو قل و تیله‌بازی سبب بهبود هماهنگی چشم و دست، حرکات ظریف، گرفتن سه‌انگشتی، توزیع نیرو، سرعت عمل و تقویت ادراکی-دیداری در کودک می‌شود. این دو بازی برای تمامی سنین بالای 5 سال قابل‌اجراست. همچنین برای کودکانی که مبتلا به LD، MR و ADHD هستند بسیار مفید خواهد بود و سبب بهبود دست‌خط کودک، برانگیختگی حسی-حرکتی و تمرکز و توجه‌شان می‌شود. 

## ج

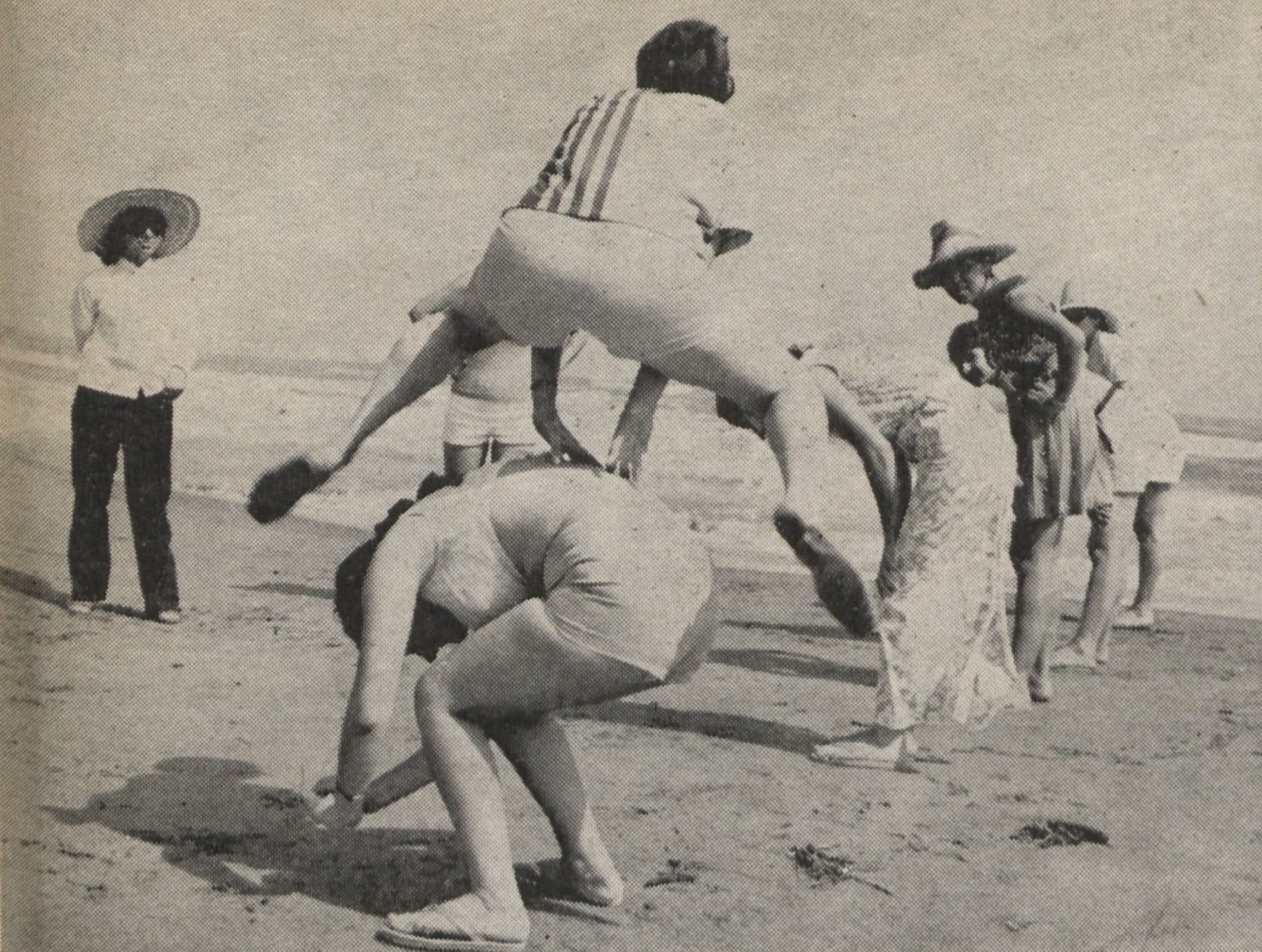
جفتک چارکش
(به ترکی: تازادان انزلی) یک نفر به قید قرعه روی زمین خم می‌شود و دیگران از روی او می‌پرند. بعد از پریدن آن‌ها هم خم می‌شود تا بقیه از روی آن‌ها بپرند. هم‌زمان با این کار شعری می‌خوانند با این مضمون: تازادان انزلی دی... ایکی دلی خان اکبری دی... اشک بلی سیندیردی...
کشتی انگشتی en:Thumb war
در این بازی دو نفره هر دو بازیکن به هم دست می دهند و در حالی که دستان یکدیگر را گرفته‌اند با انگشت شصت خود انگشت شصت طرف مقابل را پائین نگه می دارند

## خ
خاک بازی
خاله بازی
خاله بازی در کنار مامان بازی یکی از مهم‌ترین بازی‌های نمایشی و گروهی از بازی‌های کودکان است.
خاله بزغاله
یکی خاله بزغاله شده و از بچه‌ها مراقبت می‌کند. گرگ می‌آید و این شعر را یکی در میان با خاله بزغاله می‌خواند و سپس سعی به دزدیدن بچه‌ها از خاله بزغاله می‌کند.
-سلام سلام خاله بزغاله.
علیک سلام خاله بزغاله.
-بچه داری خاله بزغاله.
نه ندارم خاله بزغاله
-پس اینا چیه خاله بزغاله
کور و شلن خاله بزغاله
-عیبی نداره خاله بزغاله
کدومو می‌خوای خاله بزغاله
-پس اونو می‌خوام خاله بزغاله
خر پلیس en:Khar-polis
خر پلیس یک بازی گروهی خنده دار و سرگرم‌کننده در فضای بیرون با حداقل ۶ نفر می‌باشد.
خر وسطی en:Keep Away
این بازی شبیه بازی وسطی هست با این تفاوت که بازیکن وسط باید مسیر توپ ارسالی بین دیگر بازیکن‌ها را قطع کند و اجازه انتقال توپ را ندهد
خرک en:Leapfrog
در این بازی همه بازی‌کن‌ها خم می‌شوند به نحوی که با دستانشان بتوانند زانوهای خود را لمس کنند (رکوع مانند) و بازیکن آخر باید با دست گذاشتن بر روی پشت آن‌ها از روی کمر آن‌ها بپرد و در انتها سقف به صورت خرک منتظر نفر بعد بماند.
خروس جنگی
بازی است که در زمان قدیم رایج بوده و به دو گروه چند نفره تقسیم شده و یک لنگه پا و دست به سینه به یکدیگر تنه می‌زنند تا تعادل تیم حریف را بهم بزنند.هر تیم که زودتر تعادل تمامی افرادش بهم بخورد بازنده‌ است.

## د
دستش ده
در این بازی (که به اشتباه دست رشته گفته می‌شود) هر چه تعداد نفرات آن بیشتر باشند لذت بازی بیشتر خواهد بود، فردی به عنوان خرس وسط انتخاب می‌شود. این فرد می‌بایست در حین پاسکاریِ توپ (با دست) بین بازیکنان، توپ را از آنان بگیرد. شخصی که توپ را از دست می‌دهد جای او را می‌گیرد. عمل قاپیدن توپ در هوا نیز در این بازی مجاز است. هنگامی که این بازی به جای دست با پا انجام شود، به خرس وسط موسوم می‌شود.
در این بازی حرکات پریدن، جست‌وخیز کردن و لی‌لی کردن بیشتر اجرا می‌شود و برای تقویت توجه و تمرکز در کودک مفید است. به علاوه، موجب تقویت تعادل، ادراکی-دیداری و مهارت‌های پایه (دویدن، گرفتن و...) در کودک می‌شود. این بازی را تمامی کودکان بالای 4 سال می‌توانند اجرا کنند. همچنین کودکان دارای DCD، ADHD، LD و MR نیز می‌توانند از فواید این بازی بهره ببرند. 
بازی رنگها
نام دیگر این بازی «رنگه به رنگه» یا احتمالاً «حساب گرجه فرنگی» است. ابتدا یک نفر به اصطلاح گرگ می‌شود. سپس گرگ و سایر بازیکنان شعری نظیر این شعر را می‌خوانند.
گرگ: حساب گرجه فرنگی
(یا گرگ: رنگه به رنگه)
سایرین:به چه رنگی
گرگ:به رنگ طوسی
و بقیه بازی شبیه بازی بالا بلندی است با این تفاوت که بازیکنان فقط وقتی در مصونیت هستند که شیئی به همان رنگ را در دست داشته باشند.

## چ
چوب و چرخ en:Hoop rolling
در این بازی فرد تلاش در هدایت کردن چرخ یا لاستیک کهنه (دوچرخه، ماشین) می‌کند به صورتیکه با تکه‌چوب یا دست،چرخ را به حرکت در می‌آورد و باید تلاش کند تا چرخ مداوم در حرکت باشد و بر روی زمین نیفتد
چلک ماسه
بازی‌ای سنتی و گروهی شبیه به بیس بال با این تفاوت که به جای توپ از قطعه چوب استفاده می‌شود.

## ز
زو (بَد بَده)
بازی زو یک بازی است که از زمان‌های قدیم وجود داشته؛ بازی به این صورت است که افراد به۲گروه تقسیم می‌شوندو به ترتیب در هر ۲گروه انتخاب شده با گفتن کلمه زوووووووو می‌روند و یکی از افراد گروه مقابل را می‌گیرد و می اورد .
ابتدا افراد به دو گروه هفت نفره تقسیم می‌شوند و یک گروه گرگ و دیگری بره می‌شود. آن گاه یکی از گرگ‌ها می‌گوید زووو و به یکی از بره‌ها دست می‌زند اگر بره‌ها گرگ را تا زمانی که زویش بند بیاید بتوانند نگه دارند آن گرگ یکی از بره‌ها می‌شود.

## س
سنگ، کاغذ، قیچی
این بازی دو نفره می‌باشد. مشت نماد سنگ، دو انگشت سبابه و وسطی برخاسته(علامت V)نماد قیچی و کف دست باز شده نماد کاغذ می‌باشند. دو نفر بازیکن دستها را به پشت برده و هم‌زمان می‌گویند: " سنگ، کاغذ، قیچی ". هر کدام می‌توانند دست خود را به عنوان یکی از نمادهای بالا نشان دهند. ترتیب برتری هر یک از نمادها بر دیگری به صورت ذیل می‌باشد: برتری کاغذ بر سنگ، برتری سنگ بر قیچی، برتری قیچی بر کاغذ. شخص برنده شخصی است که نماد نشان داده شده توسط وی بر نماد فرد مقابل به شرحی که آمد، برتری داشته باشد. این بازی بیشتر به منظور تعیین بازیکن آغازگر بازی دیگری کاربرد دارد مانند گردو، شکستم.
سنگ پراندن روی آب en:Stone skipping
سیب زمینی داغ
در این بازی گروهی ، آهنگ پخش میکنند و کودکان توپ یا سیب زمینی در دست می گیرند و آن را به یکدیگر پاس می دهند در زمان قطع آهنگ فردی که سیب زمینی داغ در دست دارد می سوزد و بازنده است ! 

## ش
شاه، دزد، وزیر
این بازی معمولاً" با ۴ نفر انجام می‌شود. ابتدا تکه‌های همشکل و کوچکی از کاغذ تهیه می‌شود و روی هر کدام بترتیب کلمات "شاه" " وزیر " " جلاد" و "دزد" نوشته می‌شود و سپس کاغذها به شکل یکسان تا می‌شود تا کسی از داخل آن خبردار نشود، سپس هر یک از بازیکنان کاغذی را برمی‌دارد، وقتی همه کاغذها را برداشتند و از سمت خود آگاه شدند(البته غیر از شاه کسی نامش را فعلاً" لو نمی‌دهد)، شاه رو به دیگران می‌گوید: ((وزیر من کیست؟))آنگاه وزیر هم با نشان دادن کاغذ، خود را به شاه معرفی می‌کند. آنگاه شاه می‌گوید:((دزد را از میان این دو پیدا کن.))صحنه حساس بازی اینجاست چون وزیر باید دزد را از میان دو نفر باقی‌مانده پیدا کند. بالاخره وزیر یک نفر را به عنوان دزد معرفی می‌کند که دو حالت در پی خواهد داشت؛ اگر حدس وزیر درست بود که شاه فرمان شکنجه‌ای را به جلاد صادر می‌کند و جلاد هم دزد بخت برگشته را شکنجه می‌کند، اما اگر حدس وزیر اشتباه بود و جلاد را اشتباهاً به جای دزد معرفی کرده بود، معمولاً جلاد بلافاصله پس از حدس وزیر و معرفی او خواهد گفت:((چرا به جلاد توهین کردی؟!!)) و سپس شاه شکنجه‌ای را به جلاد می‌گوید تا جلاد وزیر بخت برگشته را تنبیه کند.شکنجه‌ها معمولاً کمی کودکانه و بعضاً دردآور بود مثل سبیل آتشین یا بشین و پاشو و... هر دور بازی از تقسیم کاغذها تا تنبیه بیشتر از چند دقیقه طول نمی‌کشد لذا در نیم ساعت می‌توان بیش از شش یا هفت مرتبه بازی کرد.
شمع گل پروانه
این بازی معمولاًَ با ۳ نفر انجام می‌شود. دو نفر دوطرف یک طناب را گرفته(به صورتی که وسط طناب کمی به زمین برخورد کند)، نفر سوم وسط می‌ایستد و نفرات طرفین همراه با خواندن این شعر (شمع گل پروانه افسانه و اسم طرفین بازی) طناب رامیچرخانند و نفر وسط از روی طناب می‌پرد و روی هر اسمی که نتواند از روی طناب بپرد جایش را با اسمی که بر روی آن می‌ایستد،عوض می‌کند.
این بازی برای تمامی کودکان بالای 4 سال مفید است و موجب تقویت تعادل، مهارت‌های پایه و تقویت اندام تحتانی می‌شود و برای کودکان DCD, ADHD, LD و MR نیز مفید است.  
شن بازی
شیشه بازی
شیطون فرشته

## ص
صندلی بازی
صندلی بازی یک بازی گروهی است که معمولاً توسط کودکان در مهمانی‌ها و جشن تولد بازی می‌شود. بازی با هر تعداد بازیکن و صندلی‌هایی به تعداد یکی کمتر از بازیکن‌ها آغاز می‌شود. هنگامی که آهنگ پخش می‌شود بازیکنان به ردیف دور صندلی‌ها راه می‌روند یا می‌دوند. هنگامی که پخش‌کنندهٔ آهنگ ناگهان موسیقی را قطع می‌کند، همه بازیکنان باید فوراً در رقابت با یکدیگر روی یکی از صندلی‌ها بنشینند. چون تعداد صندلی‌ها یک عدد کمتر از تعداد افراد است، در هر دور یک نفر بدون صندلی می‌ماند و می‌سوزد…

## ط
طناب کشی
طناب زدن
طناب بازی

## ع
عمو زنجیرباف
ابتدا دو نفر که تقریباً از لحاظ نیروی جسمانی و قد و وزن یکسان و قدری بزرگتر از بقیه باشند انتخاب می‌شوند. یکی به عنوان سرگروه و دیگری عمو زنجیرباف. این دو بازیکن به دو سر رشته و زنجیری که سایر بازیکنان با قلاب کردن دست‌های یکدیگر درست کرده‌اند پیوسته و دایره‌وار کمانی را تشکیل می‌دهند. ابتدا سرگروه، عمو زنجیرباف را مورد خطاب قرار داده و سؤال و جواب‌هایی را به صورت شعر رد و بدل می‌کنند. البته در اینجا بقیه بچه‌ها سرگروه را همراهی می‌کنند.
عموزنجیرباف... ! بعله... ؟
زنجیر منو بافتی... ؟ بعله... !
پشت کوه انداختی... ؟ بعله... !
بابا اومده... ! چی چی آورده... ؟
نخود و کشمش... ! بخور و بیا... !
با صدای چی... ؟! با صدای گربه... ! میو، میو، میو...
تا عمو زنجیرباف نام حیوانی را بر زبان آورد، سرگروه همراه با سایر بازیکنان، صدای حیوان مورد نظر را درآورده و به راه می‌افتند و از زیر دست‌های به هم داده عمو زنجیرباف و نفر دوم می‌گذرند، به جز همان نفر دوم که به صورت کت بسته، پشت به بچه‌ها قرار می‌گیرد. سرگروه دوباره شعر را شروع می‌کند و عمو زنجیرباف با نام حیوانی آن را تمام می‌کند و آن‌ها از زیر دست به هم داده نفری که کت بسته پشت به بچه‌ها ایستاده و نفر سوم عبور می‌کنند. در نتیجه نفر سوم نیز دست‌هایش پیچ خورده و پشت به بچه‌ها قرار می‌گیرد. خلاصه این بازی را تا جایی انجام می‌دهند که همه بچه‌ها غیر از سرگروه و عمو زنجیرباف، کت بسته و پشت و رو شوند یا به عبارتی زنجیر شوند! در اینجا سرگروه و عمو زنجیرباف گفتگو می‌کنند:
عموزنجیرباف... ! بعله... ؟
زنجیر منو بافتی... ؟ بافته شد... !
محکمه یا که شُله... ؟ بکش و ببین!
حال سرگروه از یک طرف و عمو زنجیرباف از طرف دیگر، با کشیدن بچه‌ها سعی می‌کنند که زنجیر را پاره کنند اما بچه‌ها با محکم گرفتن دست‌های یکدیگر مقاومت می‌کنند... تا اینکه بالاخره زنجیر از یک جایی پاره می‌شود. دو بازیکن که دست‌هایشان از یکدیگر باز شده جریمه می‌شوند و بایستی هر کاری که از سوی سایر بازیکنان به آن‌ها محول می‌شود، انجام دهند. مثلاً یک دور حیاط مدرسه را بدوند.

## ق
قایم باشک
قایم باشک (که در افغانستان چشم گیرک گفته می‌شود)، قایم موشک هم گفته می‌شود. این بازی معمولاً در محیط‌های باز بازی می‌شود و تعداد شرکت کنندگان در آن نامحدود است.
روش بازی به این صورت است که بر حسب قرعه یکی از شرکت کنندگان گرگ می‌شود، در یک محل ثابت می‌ایستد و چشم‌هایش را می‌بندد (به اصطلاح چشم می‌گذارد) و تا یک عدد مثل ۱۰۰ یا ۵۰ می‌شمارد. در طول این مدت سایر شرکت کنندگان باید در محلی خود را مخفی کنند به‌طوری‌که گرگ نتواند آن‌ها را ببیند. پس از پایان شمارش، گرگ چشمهایش را باز می‌کند و سعی می‌کند دیگران را پیدا کند.
در صورتی که گرگ هر یک از شرکت کنندگان را ببیند باید نام او را بلند صدا کند و با اعلام محل اختفای او کلمه سُک سُک را به زبان آورد. برای گفتن کلمه سک سک گرگ باید در محلی که چشم گذاشته بوده قرار گرفته باشد. در این حالت فرد شرکت‌کننده باید از محل خود بیرون بیاید. اگر گرگ نام شرکت‌کننده یا محل اختفا را اشتباه بگوید شرکت‌کننده نباید بیرون بیاید و می‌تواند به بازی ادامه دهد. هر گاه گرگ آنقدر از محل ثابت اولیه‌اش دور شود که یکی از افراد مخفی شده بتواند خودش را به محل چشم گذاشتن گرگ برساند و کلمه سُک سُک را به زبان آورد، تمام افرادی که گرگ قبل از آن پیدا کرده بود به اصطلاح آزاد می‌شوند. به این ترتیب نفر بعدی که گرگ پیدا کند در مرحله بعد گرگ خواهد شد.
بازی به دو صورت پایان می‌یابد. یکی این که گرگ همه افرادی را که مخفی شده‌اند پیدا کند، به این ترتیب نفری که اول از همه گرگ او را پیدا کرده یا نفر اولی که توسط دیگران آزاد نشده در دور بعد گرگ است. حالت دوم این است که نفر آخری که پیدا نشده پیش از گرگ خود را به محل چشم گذاشتن برساند سک سک بگوید. به این ترتیب تمام نفراتی که گرگ قبلاً پیدا کرده بود آزاد می‌شوند و خود گرگ دوباره در مرحله بعد باید چشم بگذارد.
بازی این‌طور است که: چند نفر جمع می‌شوند و یک نفر را به قید قرعه انتخاب می‌کنند. سپس او چشم می‌گذارد و دیگران قایم می‌شوند و فردی که چشم گذاشته‌است باید مکان قایم شدن افراد را پیدا کند، بلند بگوید و در محل چشم گذاشتن، دست بگذارد و بگوید: «سُک سُک». افرادی که قایم شده‌اند باید زودتر از کسی که چشم گذاشته «سک سک» کنند. در صورتی‌که فرد چشم‌گذار نتواند هیچ یک از نفرات را سک سک کند، باید بار دیگر چشم گذارد ولی اگر دو نفر را سک سک کند نفر آخری که می‌رسد و سک سک شده‌است باید چشم بگذارد. در صورتی که فرد چشم‌گذار یک نفر را سک سک کند باز هم او باید چشم گذارد. زمان بازی به دلخواه افراد تنظیم می‌شود. معمولاً مکان‌های شلوغ تر برای بازی بهتر است.
نام این بازی در ادبیات انگلیسی Hide-and-seek می‌باشد.
قلعه
در بازی قلعه یا نجات ابتدا یارکشی می‌شود و سپس با شیر یا خط یکی از گروه‌ها به گرفتن یاران گروه دیگر می‌پردازد هر کسی که دستگیر می‌شود به کنج دیواری برده می‌شود که به آن قلعه گفته می‌شود. اگر در این حال یکی دیگر از اعضای گروه بتواند به قلعه نزدیک شده و دستش را به یکی از افراد دستگیر شده بزند آن‌ها آزاد می‌شوند. بازی تا هنگامی که تمام افراد گروه دستگیر شوند ادامه می‌یابد و سپس دو گروه تعویض می‌شوند. بازی قلعه در مدارس ابتدایی پسرانه ایران بسیار رواج دارد.
در این بازی دو تیم جایی را به عنوان قلعه خود انتخاب کرده.یک گروه (سگ)می‌شود که دنبال گروهی دیگر به نام(بره) می‌دوند اگر دست گرگ‌ها به بره خورد بره باید به قلعه سگ‌ها برود و برای آزادسازی بره زندانی برهٔ دیگر باید ازدست سگها فرار کند و دست خود را به برهٔ زندانی بزند و بگوید آزاد آنگاه بره آزاد می‌شود بازی تا جایی ادامه دارد که تمام بره‌ها گرفته شوند.

## ک
کش بازی
حداقل سه نفر باید در این بازی شرکت کنند دو نفر که کش را به کمک پاهایشان بگیرند و یک نفر که از روی کش بپرد. تعداد افرادی که کش را می‌گیرند می‌تواند بیشتر هم باشد.این بازی چندین مرحله دارد که هر کدام اسم مخصوصی دارد. کسی این مرحله‌ها را به یاد دارد؟
کلاغ‌پر
در این بازی یک نفر که اصطلاحاً اوستا نامیده می‌شود با نام بردن اسم حیوانات و گاهی وقتها اشیا یا آدمها، مهارت کودکان در زمینه تشخیص پرندگان از سایر موجودات را تقویت می‌کند. به این ترتیب که بچه‌ها به صورت حلقه‌ای گرد هم می‌آیند و انگشت اشاره خود را در مرکز دایره قرار می‌دهند و با شنیدن نام پرنده دست خود را به نشانه پرواز بلند می‌کنند و کسی که اشتباهاً در موردی غیر از پرندگان دست خود را بلند کند بازنده‌ است و از حلقه مسابقه خارج می‌شود و این روند تا باقی‌ماندن یک نفر ادامه پیدا می‌کند. لطافت این بازی به اجرای سریع و ابراز هیجان کودکان می‌باشد.

## گ
گانیه
این بازی در محدوده مربع شکل یا مستطیل شکل به نام زمین بازی انجام می‌شود. حدود زمین بازی مشخص شده و بازیکنان به دو تیم یارکشی می‌شوند. اعضای یک تیم در سراسر زمین بازی پراکنده می‌شوند. اعضای تیم دیگر به صورت تک نفری و با حالت لِی لِی وارد زمین بازی شده و سعی در زدن (رساندن دست به بدن بازیکن تیم مقابل) بازیکنان تیم مقابل می‌کنند. در صورتی که از حالت لِی لِی خارج شوند سوخته و از بازی حذف می‌شوند. در صورتی که پای هر کدام از بازیکنان دو تیم از زمین بازی خارج شود آن‌ها خواهند سوخت. بازی تا زدن آخرین نفر باقی‌مانده در زمین ادامه خواهد داشت. در این هنگام جای دو تیم با هم عوض می‌شود.
گاو گوسال
بازی اینطور است که ابتدا پنج سنگ کوچک یا شیئ دیگر که هر کدام سنبل یک چیز است را تهیه می‌کنیم. سنگ تیره به عنوان گاو، سنگ قهوه‌ای به عنوان گوساله، شیئ گرد به عنوان فنگل، شیئ سفید به عنوان پنیر و شیئ دراز به عنوان شاه دراز. اینها باید در حدی باشند که هر کدام به راحتی در مشت بسته جای گیرند. سپس تعدادی دور هم جمع می‌شوند و یک نفر اشیایی را پشت خود یا در پیراهن یا کیسه یا هر جایی که افراد دیگر نبینند قایم می‌کند و به‌طور تصادفی یکی را در مشت بسته بیرون می‌آورد و به‌صورت سوالی می‌گوید: "گاو، گوسال، فنگل پنیر یا شاه دراز؟ اگر درست پاسخ داد نوبت نفر بعدی می‌شود ولی اگر پاسخ غلط داد جریمه می‌شود که معمولاً کولی دادن به نفر مقابل است یا هر نوع جریمه‌ای که در ابتدای بازی جمع توافق می‌کنند. سپس نوبت به نفر بعدی است که سؤال کند و همینطور بازی ادامه دارد.
گردو، شکستم
این بازی در واقع مقدمه‌ای برای شروع بازی‌های دیگر است. برای تعیین سرگروه یا جای ایستادن هر گروه یا گروهی که باید بازی را شروع کند یا در بازی «وسطی» برای تعیین گروه وسط، بچه‌ها اول این بازی را می‌کنند. دو نقطه را با فاصله‌ای انتخاب می‌کنند. دو نفر نمایندهٔ هر گروه در نقاط این طرف و آن طرف قرار می‌گیرند. یکی، در حالی که پای راست را در جلوی شست پای چپ گذاشته‌است، از یک طرف شروع می‌کند و می‌گوید: گردو! دومی با انجام همین کار می‌گوید: شکستم. هر کس هنگام انجام این کار، یعنی در "گردو" گفتن یا در "شکستم" گفتن، پایش روی پای دیگری برود، گردو را شکسته و برنده‌است و گروه او بازی را شروع می‌کند.
کودکان و تماشاچیان هم شعر می‌خوانند و هیجان‌های خود را تخلیه می‌کنند:
گردو با پا می‌شکنم / چه بی‌صدا می‌شکنم
گرگم به هوا
یکی گرگ شده بقیه برای فرار باید در سطح بالاتری بایستند. به بالا بلندی نیز معروف است.
گرگ رنگی
این بازی شبیه گرگم به هوا و بالا بلندی است با این تفاوت که یکی گرگ شده بقیه برای فرار باید این شعر را بخوانند:
گرگ رنگی به چه رنگی؟ به چه رنگ‌های قشنگی؟
و گرگ یک رنگ را نام می‌برد و بچه‌ها باید سریع بر روی آن رنگ دست بگذارند در صورتی که گرگ آن‌ها را لمس کرد جایشان با گرگ عوض می‌شود.
گونه‌های دیگر با شعرهای دیگری بازی می‌شود مانند:
- گرگ: رنگه به رنگه / سایرین: چه رنگه؟ / گرگ: به رنگ آبی
- گرگ:حساب گرجه فرنگی / سایرین: به چه رنگی / گرگ:به رنگ زرد

گرگم و گله می‌برم
گرگم و گله می‌برم جوپون دارم نمیزاره. من می‌برم خوب خوباشو. من نمیدم بد گلهاشو. دندون من تیزتره، دنبه من لذیذتره. خونه خاله کدوم وره از اینوره از اون وره.
در این بازی با شعر گرگ سعی در ربودن گوسفندانی که چوپان از آن‌ها مراقبت می‌کند دارد. شبیه بازی خاله بزغاله است.
شرکت کنندگان این بازی باید بیشتر از ۴ نفر باشند. از بین آن‌ها یکی گرگ می‌شود و دیگری چوپان. همهٔ کودکان پشت چوپان، کمر یکدیگر را می‌گیرند. هرچه تعداد بچه‌ها بیشتر باشد، بازی هیجان‌انگیزتر می‌شود. گرگ روبه روی چوپان و گله‌ای که پشت سرش است، می‌ایستد و می‌خواند: گرگم و گله می‌برم. گوسفندان هم می‌خوانند: چوپون دارم نمی‌ذارم.
ـ گرگ دندان نشان می‌دهدو می‌گوید: کارد (دندون) من تیزتره، لقمهٔ (دنبه ی) من لذیذتره.
ـ خونهٔ خاله از کدوم وره؟
ـ از این ور و از اون وره.
گوسفندان شروع می‌کنند به راست و چپ حرکت کردن. گرگ هم همین‌کار را می‌کند. تا یکی از کودکان را که نتوانسته در حرکت با دیگران هماهنگ شود، می‌گیرد. او جزو دستهٔ گرگ می‌شود، کمر گرگ را می‌گیرد و به جدا کردن گوسفندان از گله کمک می‌کند و با او شعر می‌خواند.
این بازی یک سرگرمی پرشور و نشاط است و مشارکت و کار گروهی را به کودکان می‌آموزد. بازنده ندارد و هر دو گروه برنده‌اند.
گِل بازی
گُل یا پوچ
گل یا پوچ یک بازی دسته جمعی است که معمولاً دونفره هم بازی می‌شود. در این بازی یک شی گرد کوچک مثل نخود، سنگ ریزه یا هر چیز کوچک مشابه را داخل یکی از دستان قرارداده به‌طوری‌که افراد دیگر نبینند باید به اصطلاح گل را پیدا کنند.
گوشه بازی

## ل
لگو بازی
لی لی
(به انگلیسی: Hopscotch) این بازی بیشتر توسط دختران انجام می‌شود. اصول این بازی با پریدن از روی مربع‌های کشیده شده روی زمین است. هر مربع یک شماره از خود دارد. شرکت‌کننده اول سنگی را روی یک شماره می‌اندازد و اگر توانست این کار را به‌طور دقیق انجام دهد با لی لی کردن همه مربع‌ها را بجز مربعی که سنگ را در آن انداخته طی می‌کند و سنگ را در بازگشت می‌آورد.
لی لی حوضک
در این بازی مادر یا بزرگ‌تر دیگری دست کودک را در دست می‌گیرد، با انگشت دست دیگر کف دست کودک را قلقلک می‌دهد و می‌گوید:“ لی لی لی لی حوضک، جوجو اومد آب‌بخوره‌ افتاد تو حوضک. ” انگشت کوچک را جمع می‌کند:“ این درش آورد. ” انگشت دوم را جمع می‌کند: “ این شستش ” انگشت سوم را جمع می‌کند: “ این پختش. ” ”انگشت چهارم و جملهء کی خوردش؟ ” و در آخر  انگشت شصت را می‌گیرد و حرکت می‌دهد: “ منِ منِ کله گنده ”
این بازی با انواع شعرگونه‌های دیگر نیز اجرا می‌شود. با گرفتن انگشت کوچک:“ این‌گفت: بریم دزدی. این گفت چی چی بدزدیم؟ این گفت تشت طلای پادشاه رو. این گفت: جواب خدا رو کی می‌ده؟ ” با تکان تکان دادن انگشت شصت: این گفت:“ منِ منِ کله گنده!”
یا شعر جدید آن: “ این کوچول موچوله، این داداشِ (خواهرِ) کوچوله، این بابایِ کوچوله، این مامانِ کوچوله، دوستشون داری؟ بله، بله، یک دنیا. ”
این بازی علاوه بر آشنایی با ریتم و قافیه و وزن، علاوه بر رابطه عاطفی با کودک و علاوه بر تحریک حس لامسه کودک، بیان نکته‌های اجتماعی و آموزش ریاضی را نیز برای کودک آغاز می‌کند. کودک برای اینکه شمارش را بیاموزد مانند اجداد خود از انگشتانش استفاده می‌کند.
کودک برای یادگیری این امر ابتدا باید بیاموزد که انگشتان را به نوبت و با عدد مناسب آن مشخص کند. مدت‌ها طول می‌کشد تا کودک این ترتیب و این تطبیق را فرا گیرد و چه چیز زیباتر و پر انگیزه تر از یک کلام آهنگین دوست داشتنی او را به این کار ترغیب می‌کند؟

## م
مادام یس
یکی مادام می‌شود. بقیه پشت یک خط می‌ایستند. بچه‌ها باید مسافتی را طی کنند تا به هدفی که از آن‌ها چند متری جلوتر است برسند. اولین نفری که به مقصد و هدف رسید برنده‌ است. برای طی این مسافت باید مدل قدمها و تعداد آن‌ها برای هر بچه را مادام تعیین کند. مثلاً ۲ قدم فیلی ۴ قدم خرگوشی. ۱۰ قدم مورچه‌ای. چیزی که مهم است این است که هر بچه بعد از شنیدن دستور مادام در مورد چگونگی و تعداد قدمهایی که باید بردارد میگوید مادام و مادام جواب دهد: یس. اگر بچه فراموش کند بگوید مادام باید او دوباره به خط شروع باز گردد.
ماسه بازی

## ن
نخ بازی
نخ بازی نوعی بازی مهارتی است که بازیکنان با استفاده از یک نخ شکل‌هایی را می‌سازند.
در گونهٔ دو نفرهٔ این بازی که به Cat's cradle معروف است، از نخی که دو سرش گره خورده و یک منحنی بسته تشکیل داده است استفاده می‌شود. دو بازیکن باید به نوبت نخ را از دست یکدیگر بگیرند بدون اینکه در هم گره بخورد و در همان حال شکل جدیدی با آن بسازند.
نقطه بازی
نقطه بازی یک بازی است که به شکل سنّتی با شرکت حداقل دو بازیکن، روی کاغذ انجام می‌شود. امروزه شکل‌های رایانه‌ای و برخطِ این بازی هم ساخته شده‌است.
نون بیار کباب ببر
دو نفر دستهای همدیگر را روی هم قرار می‌دهند و هر کس که توانست روی دست آن یکی بزند برنده‌است.
بازی‌های نمایشی
بازی‌های نمایشی طیف وسیعی دارند اما ویژگی مشترک شان ایفای نقش‌های مختلف توسط کودکان است. مامان بازی، خاله بازی، پلیس بازی، معلم بازی و دکتر بازی نمونه‌هایی از این نوع بازی‌ها است.
در سن‌های بالاتر پانتومیم (بازی) و مافیا (بازی گروهی) را نیز می‌توان نام برد.

## و
وسطی
در این بازی، بازیکنان به 2 گروه مساوی تقسیم می‌شوند و به قید قرعه یا شیر و خط، یکی از گروه‌ها در وسط محوطه بازی می‌ماند و گروه دیگر، در دو قسمت، به طرفین عرضی محوطه بازی روانه می‌شوند. بازی با پرتاب توپ به وسیله یکی از بازیکنان گروه کناری آغاز می‌شود. گروه کناری سعی بر این دارند که با نشانه رفتن و زدن افراد گروه وسطی باعث سوختن و اخراج آن‌ها شوند. تلاش گروه داخلی هم بر این است که با حرکات سریع از برخورد توپ در امان بمانند و اگر یار سوخته داشته باشند، با ایثار و گرفتن توپ در فضا که یک امتیاز محسوب می‌شود، او را به بازی برگردانند. حال، شاید به این مرحله از بازی رسیده باشیم که تنها یک نفر از گروه وسطی، داخل میدان بازی باشد که اگر تا 10 شماره پرتاب نتوانند او را هدف‌گیری کنند و بزنند، تمامی یاران سوخته گروهش را احیا می‌کند و همگی در وسط میدان باقی می‌مانند و بازی را ادامه خواهند داد.  گاهی با در نظر گرفتن موقعیت وسطی‌ها، به جای نشانه‌گیری و زدن حریف وسطی، توپ را برای فریب و شیرین‌کاری هم که شده به دوستان مقابل پاسکاری می‌کنند تا آن‌ها به حسابشان برسند. از جمله مقررات این بازی نیز این است که اگر تمامی بازیکنان وسطی در محدوده میدان باشند، هر توپ گرفته‌شده به‌عنوان یک امتیاز ذخیره ضداخراجی محسوب می‌شود و اخراجی و اخراج‌ها را به تاخیر می‌اندازد. گرفتن توپ پس از برخورد با زمین هم موجب سوختن بازیکن است. این بازی برای تمامی کودکان بالای 4 سال مفید است و موجب تقویت تعادل، مهارت‌های پایه و تقویت اندام تحتانی می‌شود و برای کودکان DCD, ADHD, LD و MR نیز مفید است. 

## ه
هفت سنگ
هفت سنگ نام یک بازی سنتی ایرانی است که می‌توان به صورت 4 الی 18 نفره بازی کرد. امکانات لازم برای این بازی، هفت عدد سنگ صاف و تخت و یک توپ هفت‌سنگ (شبیه توپ تنیس) است. بازیکنان در قالب دو تیم پنج یا شش نفره تقسیم می‌شوند. وقتی که سنگ‌ها چیده می‌شوند یکی از گروه‌ها به عنوان پرتاب‌کننده بازی را شروع می‌کند. شروع بازی به این ترتیب است که باید از فاصله نسبتاً دور توپ را به طرف سنگ‌ها بیندازند. گروهی که توپ را پرتاب می‌کند باید سعی کند که کمترین مقدار سنگ را بیندازد چون در این صورت راحت‌تر می‌تواند بازی را تمام کند. وظیفه گروه دوم هم این است که نگذارد تیم پرتاب‌کننده سنگ‌های ریخته شده را دوباره روی هم بچیند و باید با توپ به آن‌ها بزند. هر کدام از بازیکنان تیم مهاجم که توپ به او برخورد کند از جریان بازی کنار می‌رود. و به این ترتیب اگر هیچ‌کدام باقی نمانند بازی به نفع تیم مدافع و اگر سنگ‌ها روی هم چیده بشوند بازی به نفع تیم مهاجم تمام می‌شود.
حرکات دویدن و جست‌وخیز کردن در بازی هفت‌سنگ بیشتر اجرا می‌شود. این بازی از هماهنگی چشم و دست و تعقیب دیداری بالایی برخوردار است. بازی هفت‌سنگ به تمرکز فراوانی نیاز دارد، در نتیجه قدرت توجه و تمرکز، تصمیم‌گیری و برنامه‌ریزی را در کودک تقویت می‌کند. همچنین موجب بهبود سرعت عمل و مهارت‌های پایه (دویدن، گرفتن و...) در کودک می‌شود. علاوه بر اینها، کودک با کار گروهی آشنا می‌شود و اهمیت آن را به خوبی درک خواهد کرد. این بازی را تمامی کودکان 8 ساله به بالا می‌توانند انجام دهند. همچنین کودکان دارای DCD, ADHD, LD و MR نیز می‌توانند از فواید این بازی بهره ببرند. 

## ی
یه قل دو قل
یک قل دو قل با استفاده از تعدادی سنگریزه انجام می‌شود. نوع بازی به دو شکل است:
۱- شخص تعدادی سنگریزه را به زمین می‌ریزد و یک سنگریزه را در دست نگه می‌دارد. آنگاه سنگریزه‌ای که در دست است را به هوا می‌اندازد و در همان موقع باید یک سنگریزه از زمین بردارد و بعد از آن سنگریزه‌ای که در هوا بود را با همان دست بگیرد. در خلال این عمل می‌گوید یه قل. همین طور باید تمام سنگریزه‌ها را از روی زمین جمع کند. سپس دوباره سنگ‌ها را بر زمین می‌ریزد و به همان ترتیب قبل عمل می‌کند با این تفاوت که سنگ‌ها را جفت جفت باید از روی زمین جمع کند و بگوید دوقل. و به همین شکل الی آخر. این بازی یک نفره هم قابل انجام است.
۲- شخص تعدای سنگریزه را در کف دو دست نگه می‌دارد. به یکباره همه آن‌ها را به بالا می‌اندازد و سعی می‌کند با پشت دست آن‌ها را بگیرد. سنگهایی را که در پشت دست افتاده‌اند را دوباره به بالا می‌اندازد و با کف دست می‌گیرد. اگر تعداد سنگ‌ها زوج بود نصف آن‌ها جوجه آن فرد خواهند شد. بقیه سنگهایی که در زمین افتاده‌اند همانند بازی یه قل دوقل از زمین جمع می‌شوند با این تفاوت که اگر به صورت زوج جمع شوند نصف آن جوجه محسوب می‌شود. دوباره همین عمل با سنگهایی که جوجه نشده‌اند ادامه می‌یابد. نهایتاً کسی که جوجه بیشتری داشته باشد برنده‌است.
در هر مرحله که سنگی از هوا به زمین بیفتد نوبت به نفر بعدی خواهد رسید.
این بازی در ترکی ابه داش (یا قجمه داش) نیز گفته می‌شود.
هدف از این بازی و سرگرمی، افزایش هماهنگی عصبی-عضلانی، افزایش دقت و تمرکز و چابکی است و تعداد بازیکنان بیشتر از 2 نفر (۲ تا ۱۰ نفر) توصیه می‌شود. ابزار این بازی نیز ۵ سنگ گرد و کمی بزرگ‌تر از فندق است.  